# Mood (鈴木雅之のアルバム)
『mood』（ムード）は、鈴木雅之の4枚目のソロ・アルバム。

## 解説
- シングル「プライベートホテル」、「ベイサイド・セレナーデ」を含む11曲入りのフルアルバム。
- 1987年に発売されたシングル「Liberty」が3年半を経て初めてアルバムに収録された。
- 本作はCDとカセットのみでのリリース。
- 「プライベートホテル」と「ベイサイド・セレナーデ」はアルバム用に再度ミキシングが行われた。
- 鈴木の『mother of pearl』や「ガラス越しに消えた夏」をプロデュースした大沢誉志幸が4年半ぶりに鈴木に楽曲提供を行った。
- 本作を引っ提げ同年12月に東名阪ツアーが行われた。
- 一部のレコード店には、本作のキャンペーン・プロモーション8cmCD「Sexual Healing Ⅱ mood version」が店頭演奏用としてレコード会社から配布され、発売日前後に店頭に流された。鈴木のナレーションと本作収録曲が交互に流れる20分弱の内容であった。

## 収録曲
| #         | タイトル                            | 作詞              | 作曲       | 編曲       | 時間  |
| --------- | ----------------------------------- | ----------------- | ---------- | ---------- | ----- |
| 1.        | 「プライベートホテル（再MIX）」     | 安藤秀樹          | 大沢誉志幸 | 松本晃彦   | 5:22  |
| 2.        | 「そりゃないぜ」                    | 神沢礼江          | 松尾清憲   | 松本晃彦   | 5:25  |
| 3.        | 「渇き」                            | 神沢礼江          | 中崎英也   | 中崎英也   | 5:16  |
| 4.        | 「それでもふたり」                  | 大下きつま        | 安部恭弘   | 松本晃彦   | 5:21  |
| 5.        | 「Hot Pepper Pain」                 | 西尾佐栄子        | 松尾清憲   | 松本晃彦   | 5:12  |
| 6.        | 「ベイサイド・セレナーデ（再MIX）」 | 康珍化            | 羽田一郎   | 松本晃彦   | 5:22  |
| 7.        | 「Re・mind」                        | 鈴木雅之          | 安部恭弘   | 松本晃彦   | 5:54  |
| 8.        | 「Law」                             | 西尾佐栄子        | 鈴木雅之   | 松本晃彦   | 4:43  |
| 9.        | 「そして愛のかたちに…」             | 安藤秀樹          | 大沢誉志幸 | 有賀啓雄   | 4:29  |
| 10.       | 「長い黄昏」                        | 来生えつこ        | 松尾清憲   | 有賀啓雄   | 6:14  |
| 11.       | 「Liberty」                         | MINNIE SHADY, AKI | 吉田美奈子 | 吉田美奈子 | 4:54  |
| 合計時間: | 合計時間:                           | 合計時間:         | 合計時間:  | 合計時間:  | 58:12 |